# Sialis contigua
Sialis contigua is een insect uit de familie Sialidae, die tot de orde grootvleugeligen (Megaloptera) behoort. De soort komt voor in het oosten van de Verenigde Staten.